# ۲۷ ربیع‌الاول
۲۷ ربیع‌الاول، بیست و هفتمین روز از ماه ربیع‌الاول در تقویم هجری قمری است.
در تقویم هجری قمری قراردادی این روز هشتاد و ششمین روز سال است.